# Arrondissement de Montargis
L'arrondissement de Montargis est un arrondissement français situé dans le département du Loiret et la région Centre-Val de Loire. C'est l'un des trois arrondissements du Loiret.
Son chef-lieu est la ville de Montargis, également sous-préfecture du département.

## Géographie
L'arrondissement est situé dans les régions naturelles du Gâtinais, du Giennois et de la Puisaye et comprend les aires urbaines de Gien et de Montargis.
Il est limitrophe des arrondissements d'Orléans à l'Ouest, Pithiviers au Nord-Ouest, Fontainebleau (Seine-et-Marne) au Nord, Sens (Yonne) et Auxerre (Yonne) à l'Est, Bourges (Cher) et Vierzon (Cher) au Sud.

## Composition

### Composition avant 2015
Il est composé de douze cantons :
| Canton                | code INSEE | Superficie (km2) | Population (2008) |
| --------------------- | ---------- | ---------------- | ----------------- |
| Amilly                | 4532       | 150,08           | 22 604            |
| Bellegarde            | 4504       | 150,16           | 6 992             |
| Briare                | 4505       | 327,53           | 11 716            |
| Châlette-sur-Loing    | 4533       | 81,71            | 22 126            |
| Château-Renard        | 4507       | 266,21           | 10 480            |
| Châtillon-Coligny     | 4508       | 304,69           | 10 527            |
| Châtillon-sur-Loire   | 4509       | 220,23           | 7 146             |
| Courtenay             | 4511       | 281,45           | 9 736             |
| Ferrières-en-Gâtinais | 4512       | 273,70           | 15 593            |
| Gien                  | 4514       | 369,77           | 26 024            |
| Lorris                | 4516       | 271,83           | 9 538             |
| Montargis             | 4519       | 4,46             | 15 526            |

### Composition depuis 2015

#### Cantons
La réforme territoriale de 2015, réduit le nombre de cantons à cinq :
| Canton             | CodeInsee | Superficie(km2) | Population(2022) |
| ------------------ | --------- | --------------- | ---------------- |
| Châlette-sur-Loing | 4502      | 105,21          | 32 858 hab.      |
| Courtenay          | 4504      | 768,33          | 36 957 hab.      |
| Gien               | 4507      | 732,82          | 33 723 hab.      |
| Lorris             | 4508      | 752,52          | 27 348 hab.      |
| Montargis          | 4511      | 125,98          | 30 131 hab.      |

#### Découpage communal depuis 2015
Depuis 2015, le nombre de communes des arrondissements varie chaque année soit du fait du redécoupage cantonal de 2014 qui a conduit à l'ajustement de périmètres de certains arrondissements, soit à la suite de la création de communes nouvelles. 
Au 1er janvier 2024, l'arrondissement groupe les 125 communes suivantes :
1. Adon
2. Aillant-sur-Milleron
3. Amilly
4. Autry-le-Châtel
5. Auvilliers-en-Gâtinais
6. Batilly-en-Puisaye
7. Bazoches-sur-le-Betz
8. Beauchamps-sur-Huillard
9. Beaulieu-sur-Loire
10. Bellegarde
11. Le Bignon-Mirabeau
12. Boismorand
13. Bonny-sur-Loire
14. Breteau
15. Briare
16. La Bussière
17. Cepoy
18. Cernoy-en-Berry
19. Chailly-en-Gâtinais
20. Châlette-sur-Loing
21. Champoulet
22. Chantecoq
23. La Chapelle-Saint-Sépulcre
24. La Chapelle-sur-Aveyron
25. Chapelon
26. Le Charme
27. Château-Renard
28. Châtenoy
29. Châtillon-Coligny
30. Châtillon-sur-Loire
31. Chevannes
32. Chevillon-sur-Huillard
33. Chevry-sous-le-Bignon
34. Les Choux
35. Chuelles
36. Conflans-sur-Loing
37. Corbeilles
38. Corquilleroy
39. Cortrat
40. Coudroy
41. Coullons
42. La Cour-Marigny
43. Courtemaux
44. Courtempierre
45. Courtenay
46. Dammarie-en-Puisaye
47. Dammarie-sur-Loing
48. Dordives
49. Douchy-Montcorbon
50. Ervauville
51. Escrignelles
52. Faverelles
53. Feins-en-Gâtinais
54. Ferrières-en-Gâtinais
55. Fontenay-sur-Loing
56. Foucherolles
57. Fréville-du-Gâtinais
58. Gien
59. Girolles
60. Gondreville
61. Griselles
62. Gy-les-Nonains
63. Ladon
64. Langesse
65. Lombreuil
66. Lorris
67. Louzouer
68. Melleroy
69. Mérinville
70. Mézières-en-Gâtinais
71. Mignères
72. Mignerette
73. Montargis
74. Montbouy
75. Montcresson
76. Montereau
77. Mormant-sur-Vernisson
78. Le Moulinet-sur-Solin
79. Moulon
80. Nargis
81. Nesploy
82. Nevoy
83. Nogent-sur-Vernisson
84. Noyers
85. Ousson-sur-Loire
86. Oussoy-en-Gâtinais
87. Ouzouer-des-Champs
88. Ouzouer-sous-Bellegarde
89. Ouzouer-sur-Trézée
90. Pannes
91. Paucourt
92. Pers-en-Gâtinais
93. Pierrefitte-ès-Bois
94. Poilly-lez-Gien
95. Préfontaines
96. Presnoy
97. Pressigny-les-Pins
98. Quiers-sur-Bezonde
99. Rozoy-le-Vieil
100. Saint-Brisson-sur-Loire
101. Saint-Firmin-des-Bois
102. Saint-Firmin-sur-Loire
103. Sainte-Geneviève-des-Bois
104. Saint-Germain-des-Prés
105. Saint-Gondon
106. Saint-Hilaire-les-Andrésis
107. Saint-Hilaire-sur-Puiseaux
108. Saint-Martin-sur-Ocre
109. Saint-Maurice-sur-Aveyron
110. Saint-Maurice-sur-Fessard
111. Sceaux-du-Gâtinais
112. La Selle-en-Hermoy
113. La Selle-sur-le-Bied
114. Solterre
115. Thimory
116. Thorailles
117. Thou
118. Treilles-en-Gâtinais
119. Triguères
120. Varennes-Changy
121. Vieilles-Maisons-sur-Joudry
122. Villemandeur
123. Villemoutiers
124. Villevoques
125. Vimory

## Démographie
La population de l'arrondissement est en augmentation constante depuis 1968.

En 2022, l'arrondissement comptait 168 964 habitants.
| 1968    | 1975    | 1982    | 1990    | 1999    | 2006    | 2011    | 2016    | 2021    |
| ------- | ------- | ------- | ------- | ------- | ------- | ------- | ------- | ------- |
| 126 557 | 135 038 | 145 181 | 153 117 | 158 426 | 166 285 | 169 834 | 170 285 | 168 666 |

| 2022    | - | - | - | - | - | - | - | - |
| ------- | - | - | - | - | - | - | - | - |
| 168 964 | - | - | - | - | - | - | - | - |

## Administration
Régis CASTRO est le sous-préfet de l'arrondissement de Montargis.

## Histoire

### De 1800 à 1926
De 1800 à 1926, l'arrondissement de Montargis est composé des cantons de Bellegarde, Château-Renard, Châtillon-Coligny, Courtenay, Ferrières-en-Gâtinais, Lorris, ainsi que de l'ancien Montargis.

### La réforme de 1926
La réforme de 1926 vit la suppression définitive de l'arrondissement de Gien et temporaire de l'arrondissement de Pithiviers. L'arrondissement de Montargis fut donc augmenté définitivement des cantons de Briare, du Châtillon-sur-Loire et Gien, détachés de l'ancien arrondissement de Gien et temporairement, de 1926 à 1942, des cantons de Beaune-la-Rolande et de Puiseaux, détachés de l'arrondissement de Pithiviers.

### La réforme de 1942
En 1942, un nouveau redécoupage restaure l'arrondissement de Pithiviers dans son état d'avant 1926.

### La réforme des années 1970
Réalisée dans les années 1970, cette réforme ne modifie pas les limites des arrondissements. Elle se borne à un redécoupage des cantons.
À cette occasion, l'ancien canton de Montargis est scindé en trois parties, un nouveau canton de Montargis, le canton d'Amilly et le canton de Châlette-sur-Loing.